# Ulica Żurawia w Warszawie
Ulica Żurawia, przed 1945 zapisywana jako Żórawia – ulica w dzielnicy Śródmieście w Warszawie.

## Opis
Ulica ma swój początek na północnym krańcu placu Trzech Krzyży, zaś koniec na skrzyżowaniu z ul. Poznańską. Jej przedłużenie w kierunku wschodnim stanowi ul. Książęca. Na całej swojej długości jest ulicą jednokierunkową w stronę przeciwną do biegu numeracji budynków.
Nazwa ulicy pochodzi od płynącej tam kiedyś rzeki Żurawki.
Zabudowa ulicy ucierpiała w czasie obrony Warszawy we wrześniu 1939.
W czasie II wojny światowej pod nr 24 mieściła się siedziba Żegoty.

## Ważniejsze obiekty
- Klasycystyczna kamienica wzniesiona ok. 1870, zaprojektowana przez Adolfa Wolińskiego (nr 2)[7]
- Budynek Uniwersytetu Warszawskiego mieszczący Wydział Nauk Politycznych i Studiów Międzynarodowych oraz Instytut Etnologii i Antropologii Kulturowej Uniwersytetu Warszawskiego (nr 4)
- Biurowiec Bliski Centrum, siedziba holdingu mediowego Eurozet[8], właściciela m.in. stacji/sieci radiowych: Radio ZET, Chillizet, Antyradio i Meloradio (nr 8)
- Wczesnomodernistyczna kamienica wzniesiona ok. 1910 według projektu Edwarda Ebera[7]
- Ministerstwo Rolnictwa i Rozwoju Wsi
- Budynek biurowy tzw. żyletkowiec projektu Marka Leykama (ul. Marszałkowska 82)